# 釋開證
開證法師（1925年—2001年4月14日），俗名黃金柱，法名惟大，字號開證。生於高雄左營軍港桃仔園，後因日治時代該處被規畫為軍港預定地，而舉家遷移至內惟地區。
開證法師作為大崗山義永法脈重要的傳道者，擔任宏法寺開山方丈並親建寶珠溝義永寺、佳冬鄉慈恩寺、台東大武鄉金龍山紫雲寺，整建台南縣妙心寺，設立高雄小港的大林埔念佛會。先後參與創辦僑仁工商（現今能仁家商）慈恩幼稚園、慈恩圖書館、慈恩出版社、慈恩義診所、慈恩育幼基金會等。
開證法師非常重視佛教文化事業，除了設立幼稚園，同時舉辦各種為社會提供服務的活動。他是高雄市生命線協會的主要支持人之一，組織了佛教慈恩婦女會，以推動慈善事業；舉辦了多次南部「佛教青年聯誼大會」、「大專學生佛教夏令營」。
1971年發起編篡「中華佛教實用百科全書」，當時編篡會設於台南永康市妙心寺，由其弟子傳道法師負責執行，並在著名佛教學者藍吉富先生的主持下， 經過長期努力，於1994年前後全部完成，就是現今的「中華佛教百科全書」。2001年5月24日更是促成「大崗山義永法脈聯誼會」的成立。

## 早期經歷

### 啟蒙
幼年隨父親到興隆寺參拜，對寺中僧人莊嚴法相極為景仰，種下了佛教僧人的第一印像。1945年服務於省立高雄救濟院，該院吳院長是一位正信的佛教居士，受其影響又因目睹貧病患者的苦難而萌生出家之願。

### 出家
1951年依高雄元亨寺由大崗山義永法脈的永達和尚剃度出家。
1952年於關仔嶺大仙寺受具足戒。

## 中期經歷
1954年，開證法師受永達和尚等人的期許，於高雄市三民區寶珠溝創建了義永寺，並擔任義永寺第二任住持。
1957年4月，籌建宏法寺，由郭馬(千光寺開山祖開聖法師)、陳鴛鴦兩大護法發心獻款購買高雄火車站附近土地一六四坪，從事宏法工作。
1964年，宏法寺落成，擔任開山住持，更於1971年增建慈恩講堂，致力推展弘法、教育、文化、慈善志業。
1973年，圓明尼師因法體違和，而推開證法師為第三代住持。

## 晚期經歷
2000年（民國89）在開證法師大力促成下，新舊「大崗山派」下一百五十餘所道場，首度認祖歸宗，召開大聯誼會。
2001年5月24日促成「大崗山義永法脈聯誼會」的成立。
1982年於宏法寺創立「宏法寺護僧會」。
1985年，開證法師聯合高雄市佛教界，擴大組織，將「宏法寺護僧會」更名為「高雄佛教護僧會」。
1992年，以「中華佛教護僧協會」為會名，成為第一間正式立案的全國性護僧團體。
2001年4月14日圓寂於宏法寺，享年78歲。

## 外部連結
- 佳冬鄉慈恩寺
- 金龍山紫雲寺
- 台南縣妙心寺